# Ivan Deryugin
Ivan Deryugin (Kharkiv, 25 de novembro de 1928 - 10 de janeiro de 1996) foi um pentatleta soviético, campeão olímpico. 

## Carreira
Ivan Deryugin representou seu país nos Jogos Olímpicos de 1956, na qual conquistou a medalha de ouro, por equipes, em 1956. 